# Саванна Бананас

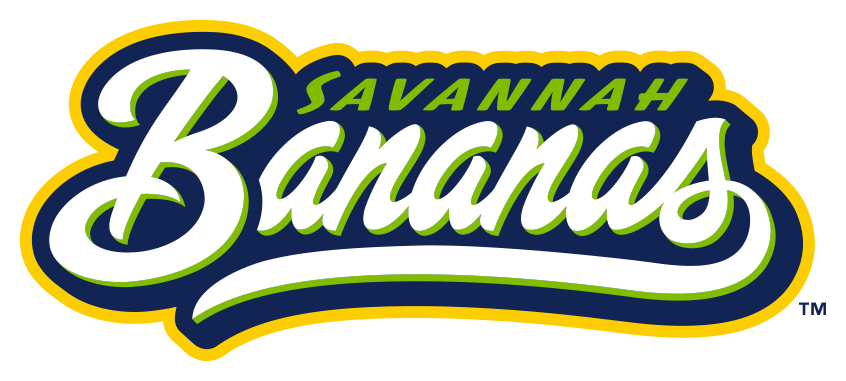
Savannah Bananas

« Саванна Бананас» — бейсбольна команда, що грає показові матчі та базується в місті Саванна, штат Джорджія .  Вони грають у різновид бейсболу, відомий як «Бананабол», який робить акцент на майстерності, участі вболівальників та швидких іграх. Гравці беруть участь у танцювальних номерах, комедійних скетчах та інших виступах між, а часто й під час, інінгів. Їх часто порівнюють з Harlem Globetrotters, хоча ігри Savannah Bananas не мають сценарію та є конкурентними. Є чотири команди гравців, багато з яких є колишніми гравцями бейсболу нижчих ліг та коледжів, а також колишні спортсмени MLB як спеціальні запрошені гравці. 
Команду створили у 2016 році, а домашнім майданчиком став стадіон «Грейсон». До 2022 року «Бананас» виступали як університетська літня бейсбольна команда в Західному дивізіоні Ліги Прибережних Плейн (CPL), тричі здобувши Кубок Петітта (2016, 2021, 2022). У 2018 році вони почали проводити позасезонні виставкові матчі у форматі Banana Ball, а з 2023 року повністю перейшли на такі ігри, зустрічаючись із партнерськими гастрольними командами — Party Animals, Firefighters та Texas Tailgaters [3].
Команду представляли ESPN, The Wall Street Journal, CNN 10 та Sports Illustrated завдяки її спортивним розважальним та вірусним відео.  

## Історія
Після від'їзду команди «Саванна Сенд Гнатс» з Південноатлантичної ліги до Колумбії, штат Південна Кароліна, 22 вересня 2015 року, Ліга Прибережних рівнин (CPL) оголосила «Саванну» своєю новою командою, яка розпочне гру у 2016 році. 25 лютого, після конкурсу на назву команди, команда офіційно представила назву, логотип та кольори «Бананів».  
У 2016 році «Банани» завершили свій перший сезон, посівши перше місце в Західному дивізіоні CPL, отримавши перевагу домашнього поля протягом перших двох ігор плей-офф. У першій грі «Банани» перемогли « Ешборо Копперхедс» з рахунком 3–2, вперше в історії франшизи здобувши перемогу. Потім «Банани» перемогли « Форест Сіті Оулз» з рахунком 2–0, вигравши чемпіонат Західного дивізіону CPL та вийшовши до чемпіонату Petitt Cup. Перша гра чемпіонату відбулася на стадіоні «Грейсон», де «Банани» перемогли « Пенінсула Пайлотс» з рахунком 8–4. Команда вирушила до Гемптона, штат Вірджинія, де перемога «Пайлотс» з рахунком 4–3 у другій грі призвела до завершення третьої гри з рахунком «все або нічого». «Банани» забрали додому Petitt Cup після перемоги з рахунком 9–7 у третій грі.  «Банани» були названі організацією року ліги як у 2016, так і у 2017 роках.
У 2018 році команда розробила альтернативний набір правил під назвою «Banana Ball» та провела перший виставковий матч у новому форматі [1]. Із зростанням популярності цього формату 26 червня 2020 року відбулася перша офіційна гра за правилами «Banana Ball», тоді як виїзні матчі команда продовжувала проводити за стандартними правилами CPL [1]. Власник клубу відзначав, що така ситуація — коли «Банани» фактично виступали як дві різні команди за різними правилами — збивала з пантелику вболівальників, які не завжди знали, чого очікувати від гри [2]. У 2020 році дебютували «Саванна Тусовочні Звірі» — постійний суперник у матчах «Banana Ball», подібний до ролі «Вашингтон Дженералс» у зустрічах із «Гарлем Глоубтроттерс». На відміну від шоу-ігор Globetrotters, тут сили більш рівні, і «Банани» не перемагають у кожному матчі. Після літнього сезону CPL 2022 року команда оголосила про розпуск своєї університетської аматорської команди та повний перехід на формат «Banana Ball», проводячи як домашні, так і виїзні barnstorming-ігри [1].
У серпні того ж року ESPN+ випустив мінісеріал про команду під назвою «Бананаленд» .  
У 2021 році команда підписала контракт з Дакотою Елбріттон .   Отримала прізвисько «Ходулі» та була названа «Найвищим бейсболістом у світі» та «Найвищим пітчером у світі»,    Елбріттон має зріст 10 футів 9 дюймів і грає на полі, відбиває та кидає м'яч, перебуваючи на ходулях.  Елбріттон є найвідомішим гравцем команди. 
У 2023 році Джоселін Ало стала першою жінкою, яка грала за «Бананас», отримавши право грати на биті в одній з їхніх ігор. У 2024 році команда оголосила, що Ало стала першою жінкою-членом «Бананас», і підписала одномісячний контракт. 
Станом на  2023, the team has over six million followers on TikTok, more than any MLB team. In 2025, they had more than 10.5 million followers on TikTok, more than MLB's official account.

## Світові тури Banana Ball

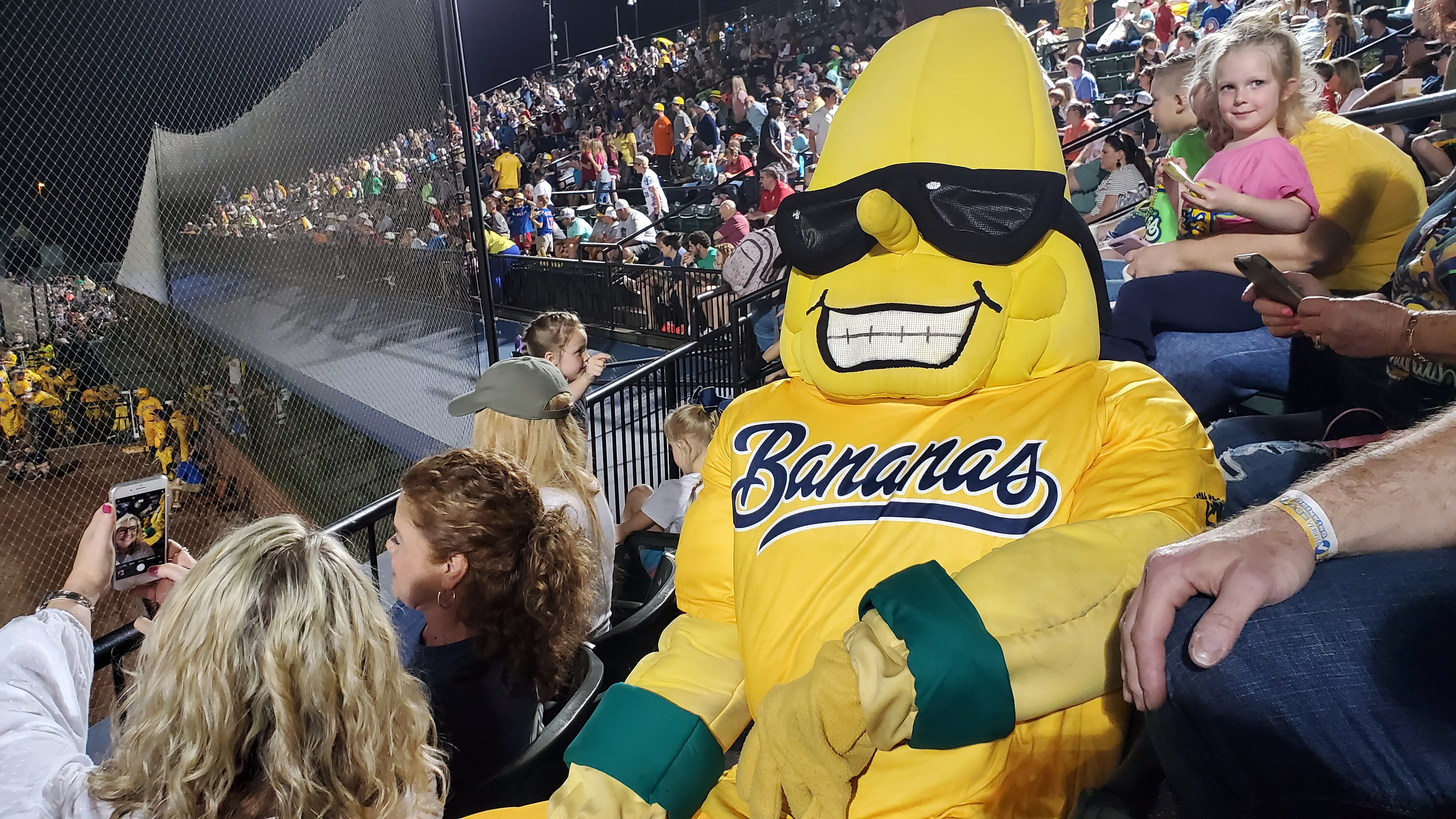
"Спліт", талісман Бананів

### 2021 рік
Гурт The Bananas оголосив про свій перший «світовий» тур під назвою One City World Tour, під час якого вони вирушили до Мобіла, штат Алабама, і квитки на обидва концерти на стадіоні імені Хенка Аарона були розпродані, а загалом залучили понад 7000 фанатів. 

### 2022 рік
Команда «Банани» розширила свій тур, додавши ще шість міст у чотирьох штатах, що перетворило його на «світовий» тур із 14 матчів, квитки на які були повністю розпродані [1]. Хоча зазвичай ігри у форматі «Банана Болл» відбуваються між «Бананами» та командою «Партійні тварини», клуб започаткував «Серію Челленджер», де зустрічається з іншими суперниками. Першу таку серію провели 5–6 травня проти «Канзас-Сіті Монархс» з Американської асоціації професійного бейсболу; обидві команди здобули по одній перемозі. 

### 2023 рік
«Світовий» тур було розширено до понад 80 матчів [1], що закріпило новий статус команди як виключно виставкової. Він стартував 17 лютого на стадіоні «Болл-парк» у Палм-Бічз, Флорида, і мав завершитися через сім місяців на стадіоні «Даблдей Філд» у Куперстауні, штат Нью-Йорк [2]. До програми туру увійшли численні матчі-челенджери проти таких команд, як «Чарльстон Дрізт Бердс», «Саузерн Меріленд Блю Кребс», «Флоренс Й'аллс», «Асоціація випускників MLB», а також матч-реванш із «Канзас-Сіті Монархс». Крім того, «Бананас» провели гру зі своїм першим міжнародним суперником — командою Aussie Drop Bears з Австралії, до складу якої входили як професійні, так і студентські гравці [3].

### 2024 рік
«Світовий» тур розпочав свій сезон 2024 року на стадіоні імені Джорджа М. Штайнбреннера в Тампі, штат Флорида, 8 лютого та завершився через вісім місяців на стадіоні ЛоанДепот у Маямі, після чого відбулася подорож на круїзному лайнері до Багамських островів під назвою «Бананаленд у морі».  Тур також включав п'ять інших стадіонів MLB: Нешнлс Парк, Вашингтон, округ Колумбія ; Мінут Мейд Парк у Х'юстоні ; Фенвей Парк у Бостоні ; Сітізенс Банк Парк у Філадельфії ; та Прогресивний Філд у Клівленді . 

### 2025 рік
Команда «Саванна Бананас» оголосила, що у 2025 році зіграє ігри у 40 містах, включаючи три стадіони НФЛ та 17 стадіонів MLB. Їхня перша гра на стадіоні НФЛ відбулася на стадіоні «Реймонд Джеймс» у Тампі, штат Флорида, де вони грали перед аншлагом у 65 000 глядачів. У суботу, 26 квітня, «Саванна Бананас» та «Партійні тварини» зіграли гру перед 81 000 глядачів на стадіоні «Меморіал» Університету Клемсона, домашньому стадіоні команди «Клемсон Тайгерс».  У серпні вони підписали контракт з Келсі Вітмор, однією з найвідоміших професійних бейсболісток, яка приєдналася до команди. 

## Відвідуваність
У своєму першому сезоні 2016 року команда «Саванна Бананас» посіла друге місце за середньою відвідуваністю серед 160 літніх університетських команд, згідно з даними Ballpark Digest.  У 22 домашніх іграх регулярного сезону вони в середньому відвідували 3659 вболівальників за гру, причому 17 трибун були аншлаговими, що загалом склало 80 504 вболівальники та побило рекорд відвідуваності Ліги Прибережних Плейн за один сезон. Враховуючи ігри післясезоння, вони прийняли 91 004 вболівальників, а квитки були аншлаговими – 18 разів. Це також встановило рекорд найвищої середньої відвідуваності в історії стадіону «Грейсон».
У 2023 році на світовому турне Bananas World Tour було присутньо понад 500 000 глядачів.  Найбільшу кількість глядачів команда зібрала 26 квітня 2025 року на футбольному стадіоні Memorial Stadium у Клемсоні, штат Південна Кароліна, — 80 000. 
Fans First Entertainment, власники «Бананів», самостійно керують продажем квитків та мерчандайзингом, тобто вони не додають до ціни квитків комісії для фанатів. Шаблон:IndyLB roster
1. ↑  Dominitz, Nathan. Savannah Bananas fold collegiate team, focus on taking Banana Ball nationwide. Savannah Morning News. Архів оригіналу за 21 серпня 2023. Процитовано 24 серпня 2022.
2. ↑  Heupel, Shannon (17 березня 2022). Going Bananas! Two wild nights of 'the greatest show in baseball' coming to Montgomery. Montgomery Advertiser. Архів оригіналу за 23 серпня 2023. Процитовано 20 березня 2022.
3. ↑  CNN 10: Inside Taiwan's secretive microchip factory that powers the world economy [featuring second segment about the Bananas] (англ.). Процитовано 1 квітня 2024 — через www.youtube.com.
4. ↑  Savannah Baseball Announces Team Name and Unveils Logo. Coastal Plain League. 25 лютого 2016. Архів оригіналу за 2 вересня 2017. Процитовано 25 лютого 2016.
5. ↑  Savannah's new baseball team: The Bananas. SavannahNow.com. Savannah Morning News. 25 лютого 2016. Архів оригіналу за 15 травня 2016. Процитовано 25 лютого 2016.
6. ↑  Bananas Win CPL Championship. The Savannah Bananas. 17 серпня 2016. Архів оригіналу за 23 серпня 2023. Процитовано 23 серпня 2016.
7. ↑  Williams, Dave (18 серпня 2022). New series 'Bananaland' to debut Friday. WJCL (англ.). Архів оригіналу за 24 серпня 2023. Процитовано 24 серпня 2022.
8. ↑  Luter, Carianne (19 серпня 2022). Bananaland: Savannah Bananas get original series on ESPN+. WJXT (англ.). Архів оригіналу за 23 серпня 2023. Процитовано 24 серпня 2022.
9. ↑  Rudy, Brett (9 червня 2024). The Savannah Bananas Peel into Fenway Park. Baseball Life. Процитовано 25 квітня 2025.
10. ↑  Burkhart, Richard (11 червня 2024). Going Bananas: Sold-out stint at Fenway a bucket list item for Savannah Bananas owner, players. www.savannahnow.com. Процитовано 25 квітня 2025.
11. ↑  Wharton, David (16 травня 2022). Meet the Savannah Bananas, who've captivated fans and MLB. 'We exist to make baseball fun'. Los Angeles Times. Процитовано 26 квітня 2025.
12. ↑  I Challenged the World’s Tallest Pitcher на YouTube
13. ↑  Taylor, Alan (5 червня 2023). The Savannah Bananas Take Banana Ball on Tour. www.bostonglobe.com. The Boston Globe. Процитовано 26 квітня 2025.
14. ↑  Reluctant Tryout to Fan Favorite: Dakota "Stilts" Albritton's Savannah Bananas Journey на YouTube
15. ↑  World, Mason Young Tulsa (26 квітня 2024). Former OU softball star Jocelyn Alo becomes first woman to sign with Savannah Bananas baseball team. Tulsa World.
16. ↑  Palmer, Joseph (26 травня 2023). 'More than baseball': how the Savannah Bananas became the greatest show in sports. The Guardian. Архів оригіналу за 13 вересня 2023. Процитовано 26 травня 2023.
17. 1 2  Ghiroli, Brittany (6 серпня 2025). What can MLB learn from the Savannah Bananas? A lot, it turns out. The New York Times (амер.). ISSN 0362-4331. Процитовано 8 серпня 2025.
18. ↑  Savannah Bananas bring their 'One City World Tour' to Mobile. WKRG News 5 (амер.). 29 березня 2021. Архів оригіналу за 29 червня 2023. Процитовано 29 червня 2023.
19. ↑  Savannah Bananas deliver a dance party to Legends Field. The Pitch (амер.). 9 травня 2022. Архів оригіналу за 29 червня 2023. Процитовано 29 червня 2023.
20. ↑  Stroh-Page, Caitlyn. Savannah Bananas are taking 'Banana Ball' to the sea. What to know about the cruise. Savannah Morning News (амер.). Процитовано 20 червня 2024.
21. ↑  Stroh-Page, Caitlyn. MLB parks, a third team — and a cruise! What's coming for the 2024 Savannah Bananas World Tour. Savannah Morning News (амер.). Процитовано 20 червня 2024.
22. ↑  WATCH: Female Baseball Player, Kelsie Whitmore, Discusses Her Savannah Bananas Debut. Savannah Bananas On SI (амер.). 1 серпня 2025. Процитовано 8 серпня 2025.
23. ↑  Reichard, Kevin (15 серпня 2016). 2016 Summer Collegiate Attendance by Average. Ballpark Digest (амер.). Процитовано 20 липня 2024.
24. ↑  Savannah Bananas Break All the Rules to Hit the Mainstream. Front Office Sports. 24 вересня 2023. Архів оригіналу за 8 листопада 2023. Процитовано 8 листопада 2023.
25. ↑  Hummer, Kris (27 квітня 2025). VIDEO: Clemson goes bananas for the Savannah Bananas. WSAV. Процитовано 27 квітня 2025.